# Banco di Roma
Il Banco di Roma fu una banca italiana fondata nel 1880 a Roma. Dichiarata, insieme a Banca Commerciale e Credito Italiano, banca d'interesse nazionale, fu per lunga parte della sua storia controllata dall'IRI, fino al 1992, anno in cui, per fusione insieme a Banco di Santo Spirito e Cassa di Risparmio di Roma, formò un nuovo soggetto economico chiamato Banca di Roma.

## Storia

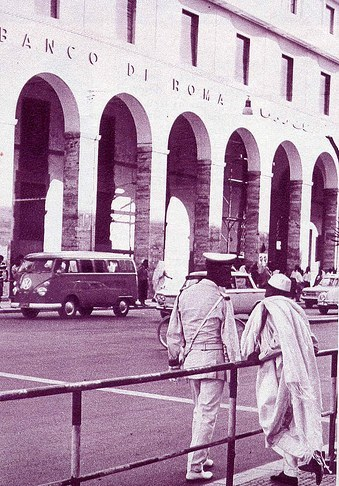
La sede del Banco di Roma a Tripoli di Libia, anni 1960.

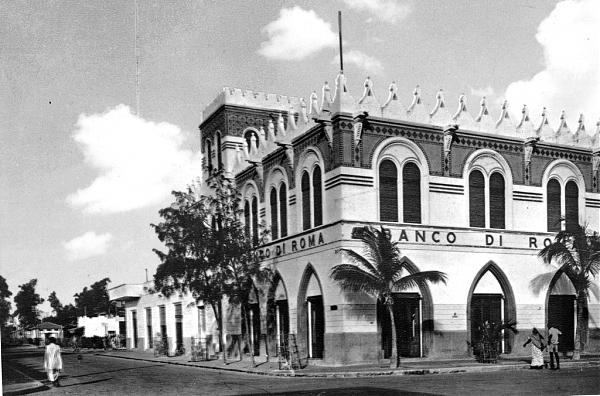
La sede a Mogadiscio (Somalia), in via Columbia angolo Corso Vittorio Emanuele III.

### Banca cattolica
Il Banco di Roma viene fondato il 9 marzo 1880 su iniziativa di alcuni nobili romani, in un periodo di forte sviluppo urbanistico ed economico della città, divenuta da poco Capitale del Regno. Ai rogiti del notaio Scipione Vici, nel suo studio di Roma, si riuniscono il principe Sigismondo Giustiniano Bandini, il duca di Bomarzo Francesco Borghese ed il marchese Giulio Merenghi, i quali costituiscono il Banco di Roma, con un capitale di Lire 6 milioni, aumentabile fino ad un massimo di Lire 20 milioni. Ne viene eletto primo presidente il principe Placido Gabrielli, che figura tra i maggiori azionisti.
Nato come istituzione locale, con l'inizio del nuovo secolo sotto la presidenza di Ernesto Pacelli, il Banco dimostra un'ambizione internazionale: in pochi decenni sono aperti sportelli in tutta Italia ed è la prima banca italiana ad aprire, tra il 1901 e il 1914, filiali all'estero. Tra le molte, si ricorda che il 2 gennaio 1901 si insedia la Filiale di Genova, nel novembre dello stesso anno segue Torino, il 22 gennaio 1902 apre la Filiale di Parigi, il 4 ottobre 1906 alla Valletta (capitale di Malta), il 18 dicembre 1909 la Filiale di Napoli, il 15 gennaio 1910 il Banco apre Barcellona, ed il 18 novembre 1910 apre la Filiale di Firenze  (fonte Luigi De Rosa, Storia del Banco di Roma, aprile 1989). Tuttavia, l'espansione in Italia era preclusa dalle due maggiori banche nazionali, la Banca Commerciale Italiana e il Credito Italiano: perciò il Banco di Roma scelse l'espansione nel Mediterraneo, in particolare in Libia (fu anche per salvare la banca dal dissesto e da un possibile esproprio, che il governo Giolitti decise di dichiarare guerra alla Turchia per ottenere la Libia).
Per espandersi in Italia il Banco ricorse agli aumenti di capitale, attraverso i quali la presenza della nobiltà romana nel capitale sociale diminuì in favore del Credito Nazionale, banca partecipata dalle banche cattoliche italiane e che veniva finanziata dallo stesso Banco di Roma. Nel 1914, a causa delle perdite, il Banco dovette svalutare il capitale. Fu la Banca d'Italia che aiutò il Banco di Roma a riprendersi da quella crisi.

### La nazionalizzazione
Nel 1921 il Banco era di nuovo in crisi, sovraindebitato nei confronti della Banca d'Italia. Il governo e la banca centrale rifinanziavano il Banco di Roma per paura che si verificasse un nuovo crollo bancario dopo quello della Banca Italiana di Sconto. Con l'avvento del fascismo, nel 1923, il Banco di Roma fu rilevato dalla Società Nazionale Mobiliare, controllata per il 26% dal Consorzio Sovvenzioni e per un altro 26% dalla Banca Commerciale Italiana e dal Credito Italiano.
Nel 1933 l’Istituto di Liquidazioni, com'era stato ribattezzato il Consorzio Sovvenzioni nel 1926, venne assorbito dal nuovo istituto di salvataggio, l'IRI, che aveva rilevato anche il Credito e la Commerciale, cosicché il Banco di Roma si trovò ad esser controllato dall'IRI.

Nel 1934 si avvia il riassetto complessivo del sistema bancario nazionale ed il Banco, come le altre due banche dell'IRI, diviene nel 1937 “banca di interesse nazionale”.
All'inizio della Seconda guerra mondiale, sotto la presidenza di Felice Guarneri, il Banco conta una estesa presenza in tutta Italia e vanta una notevole rete internazionale, specie nel Mar Mediterraneo, in Medio oriente e in Africa orientale.
L'espansione riprende nel dopoguerra, anche con la costituzione di Mediobanca, e prosegue negli anni cinquanta e sessanta, sia in Italia che all'estero. La presenza internazionale si consolida dagli anni settanta con l'accordo di cooperazione "Europartners" stipulato insieme con Commerzbank, Crédit Lyonnais e Banco Hispano-Americano e con l'apertura di nuove filiali e rappresentanze in tutti i mercati, dal Nord America all'Estremo Oriente.
Nel 1991 si avvia il processo di concentrazione che porterà il 1º agosto 1992 alla nascita di Banca di Roma.

## Presidenti del Banco di Roma
- 1880-1885 Placido Gabrielli
- 1885-1887 Francesco Borghese (commissario)
- 1887-1888 Francesco Borghese
- 1889-1891 Camillo Rospigliosi
- 1891-1891 Luigi Boncompagni Ludovisi
- 1891-1903 Edoardo Soderini
- 1903-1915 Ernesto Pacelli
- 1916-1923 Carlo Santucci
- 1923-1928 Francesco Boncompagni Ludovisi
- 1928-1935 Antonio Stefano Benni
- 1935-1940 Antonio Pesenti
- 1940-1944 Felice Guarneri
- 1944-1944 Augusto De Marsanich
- 1944-1945 Alberto Theodoli (commissario)
- 1945-1945 Ugo Foscolo (commissario)
- 1945-1945 Giorgio Zambruno (commissario)
- 1945-1959 Costantino Bresciani Turroni
- 1959-1961 Ugo Foscolo
- 1961-1976 Vittorino Veronese
- 1976-1980 Leopoldo Medugno
- 1980-1982 Giovanni Guidi
- 1983-1988 Romeo Dalla Chiesa
- 1989-1992 Antonio Zurzolo